# Eois flavifulva
Eois flavifulva är en fjärilsart som beskrevs av W. Warren 1904. Eois flavifulva ingår i släktet Eois och familjen mätare. Inga underarter finns listade i Catalogue of Life.